# Liv Strædet
Liv Strædet (* 21. Oktober 1964 in Fredrikstad) ist eine ehemalige norwegische Fußballspielerin. Sie gewann zweimal den Europameistertitel mit der norwegischen Nationalmannschaft.

## Karriere

### Vereine
Strædet begann für den in Råde ansässigen Råde Idrettslag mit dem Fußballspielen. Später gehörte sie dem Sprint/Jeløy Sportsklubb Kvinner aus Moss an, mit dem sie – noch vor Einrichtung einer eingleisigen ersten Liga 1987 – zwei Meisterschaften gewann. Zwei weitere wurden dann in der 1. Divisjon 1990 und 1993 errungen; zudem gewann sie vier Mal in Folge den nationalen Vereinspokal. Am Ende der Spielzeiten 1994 und 1996 (unter der Spielklassenbezeichnung Eliteserien) belegte sie mit ihrer Mannschaft jeweils den dritten Platz.
Der am 27. Dezember 1996 gegründete und eigenständige Frauenfußballverein FK Athene Moss ersetzte ab der Spielzeit 1997 die aufgelöste Frauenfußballabteilung des Sprint/Jeløy SK und wurde der neue Verein von Strædet, für den sie das letzte Mal am 16. Oktober 1999 spielte.

### Nationalmannschaft
Für die Nationalmannschaft bestritt Strædet in einem Zeitraum von elf Jahren 79 Länderspiele. Sie debütierte am 25. Oktober 1981 in Cambridge beim 3:0-Sieg im Freundschaftsspiel gegen die Nationalmannschaft Englands. Ihr erstes von sieben Länderspieltoren erzielte sie am 18. September 1985 mit dem 1:0-Siegtor in der Begegnung mit der Nationalmannschaft Finnlands in Lillestrøm.
Sie nahm mit der Mannschaft am Turnier um die Nordische Meisterschaft 1982 in Dänemark teil und wurde im ersten und dritten Spiel jeweils beim 1:1-Unentschieden gegen die Nationalmannschaften Dänemarks und Finnlands eingesetzt. Sie bestritt u. a. alle sechs Spiele der EM-Qualifikationsgruppe 1, kam im EM-Halbfinale und -Finale zum Einsatz und gewann bei ihrer ersten Teilnahme den Titel des Europameisters. Sie nahm ferner am Turnier um den Nordamerika-Pokal im Jahr 1987 in Blaine im Bundesstaat Minnesota teil und schloss dieses mit Platz 3 ab. Auch am FIFA-Frauen-Einladungsturnier 1988 in der Volksrepublik China nahm sie mit der Mannschaft teil und bestritt vom 1. bis zum 12. Juni alle sechs Turnierspiele, einschließlich des mit 1:0 gewonnenen Finales gegen die Nationalmannschaft Schwedens.
Sie kam erneut im EM-Halbfinale und -finale zum Einsatz, verlor jedoch das Spiel um den Titel mit 1:4 gegen die Nationalmannschaft Deutschlands am 2. Juli 1989 in Osnabrück, sowie auch am 14. Juli 1991 in Aalborg mit 1:3 jedoch erst nach Verlängerung. Als ihre Mannschaft zwei Jahre später am 4. Juli 1993 in Cesena die Nationalmannschaft Italiens mit 1:0 im Finale bezwang, gehörte sie in Finalrunde nicht zum Kader, leistete jedoch zuvor mit dem Einsatz im ersten Spiel der EM-Qualifikationsgruppe 1 beim 10:0-Sieg über die Schweizer Nationalmannschaft einen kleinen Beitrag dazu. In ihrem letzten Länderspieljahr 1991 nahm sie mit der Mannschaft an der Premieren-Weltmeisterschaft in der Volksrepublik China teil, wurde im zweiten und dritten Spiel der Gruppe A, wie auch im Finale gegen die US-amerikanische Nationalmannschaft eingesetzt, in dem sich die US-Amerikanerinnen durch zwei Tore von Michelle Akers mit 2:1 den ersten zu vergebenden WM-Titel gewannen.

## Erfolge/Auszeichnung
Nationalmannschaft
- Finalist Weltmeisterschaft 1991
- Europameister 1987, 1993 (ohne Finalrundeneinsatz)
- Finalist Europameisterschaft 1989, 1991
- Sieger FIFA-Frauen-Einladungsturnier 1988 (inoffizielle Weltmeisterschaft)
- Wahl ins All-Star Team 1988

Vereine
- Norwegischer Meister 1984, 1986, 1990, 1993
- Norwegischer Pokalsieger 1985, 1986, 1987, 1988